# 黑暗時代 (教宗)

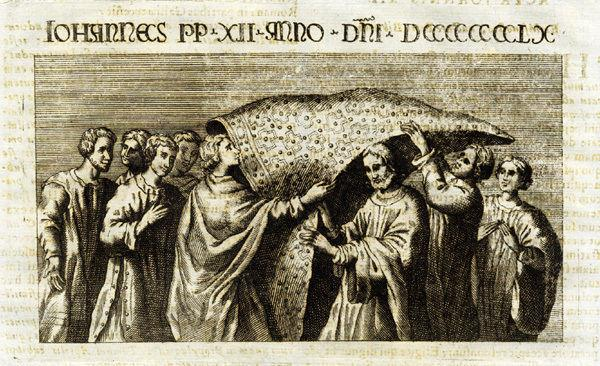
1742年的畫作，描述了聲名狼藉的教宗若望十二世的屍體被眾人抬舉的畫面

黑暗時代（拉丁語：saeculum obscurum，拉丁語發音：[ˈsɛː.ku.lum ɔpˈskuː.rum]，直譯：“黑暗時代/世紀”），是聖座歷史上的一個時期。該時期跨越了10世紀的前60年，始於904年教宗塞爾吉烏斯三世即位，終於964年教宗若望十二世去世。在此期間，教宗受到強大且腐敗的貴族家族塔斯庫勒姆家族及其親屬和盟友的強烈影響；該家族又以首任族長忒俄費拉克圖斯一世為名而被稱為忒俄費拉克提（拉丁語：Theophylacti，拉丁語中“i”表示複數）。這個時代被視為聖座歷史上的最低點之一。
16 世紀，意大利樞機主教和歷史學家凱撒·巴羅尼烏斯（Caesar Baronius）在他的《教會年鑑》（Annales Ecclesiastici）中首次命名並認定了這是教廷的道德淪喪時期。巴羅尼烏斯的主要歷史依據來自10世紀的歷史學家和主教克雷莫納的利烏特普蘭德。巴羅尼烏斯本人是在反宗教改革時期寫作的，而這是一個對教職人員腐敗高度敏感的時期。他對10世紀早期教宗的描述被德意志地區的新教作家所接納和傳播。黑暗時代的教廷因而也被稱為情色統治（德語：Pornokratie），該詞來自古希臘語πόρνη（pórnē，“女妓”）和-κρατία（-kratíā，“政府”或“統治”），比喻教廷為了權力而自己出賣自己的身體和道德。